# Anomalomyia thompsoni
Anomalomyia thompsoni är en tvåvingeart som beskrevs av Tonnoir och Edwards 1927. Anomalomyia thompsoni ingår i släktet Anomalomyia och familjen svampmyggor. Inga underarter finns listade i Catalogue of Life.